# Mörk älvdagslända
Mörk älvdagslända (Habrophlebia fusca) är en dagsländeart som först beskrevs av Curtis 1834.  Mörk älvdagslända ingår i släktet Habrophlebia och familjen starrdagsländor. Enligt den finländska rödlistan är arten akut hotad i Finland. Artens livsmiljö är bäckar. Inga underarter finns listade i Catalogue of Life.